# 張立威
張立威（1968年12月5日—2025年1月29日），台灣男演員。曾演過《轉角遇到愛》、《精武陳真》、《刁蠻公主》、《美女不壞》、《再上虎山行》等。

## 生平
國中畢業後在三商巧福打工，在與工作夥伴快樂相處中，啟發出喜感演戲天份；曾飾演多部喜劇，但身份多為男配角，以甘草人物的形象較為觀眾所知，尤其在軍教片與校園類作品中較常出現，2000年後，演藝事業轉往中華人民共和國做為發展重心。
2007年，因與多位知名藝人吸食大麻遭勒戒成為焦點。
2024年4月与5月的拍摄影片时发布的自拍，体重明显偏瘦且头发花白。
2025年1月29日（正月初一）0时22分，在中華人民共和國首都醫科大學附屬北京潞河醫院逝世，終年56歲。
2025年3月3日，骨灰送回台灣，放置於奉祥慈祥會館，安排樹葬。

## 演出作品

### 電影
- 1987年《阿兵哥》導演：朱延平
- 1987年《那一年我們去看雪》導演：李祐寧
- 1987年《老師有問題》導演：麥大傑
- 1987年《報告班長》導演：金鰲勳
- 1989年《風雨操場》（飾 宋台生）導演：金鰲勳
- 1989年《菜刀與6個朋友》導演：周騰
- 1989年《寒假有夠長》（飾 豬木）導演：張蜀生
- 1990年《又見操場》（飾 吳紀忠）導演：金鰲勳
- 1990年《金馬大兵》導演：金鰲勳
- 1992年《櫻花劫》導演：馮家偉
- 1994年《飛俠阿達》導演：賴聲川
- 1994年《報告班長3》（飾 王道輝）導演：金鰲勳
- 1995年《臭屁王》導演：朱延平
- 1995年《特警急先鋒》導演：林德祿、元德
- 1995年《逃學戰警》導演：朱延平
- 1995年《校園敢死隊》導演：金鰲勳
- 1996年《號角響起》（飾 胖師公）導演：朱延平
- 1996年《報告班長4拂曉出擊》導演：張蜀生
- 1996年《狗蛋大兵》導演：朱延平
- 1997年《忍者兵》（飾 超猛忍者）導演：朱延平
- 1997年《天生絕配》導演：朱延平
- 1997年《超級三等兵》導演：朱延平
- 1997年《英雄向後轉》導演：金鰲勳
- 1997年《雨狗》導演：三池崇史
- 1997年《浮世繪：捉姦·通姦·强姦》導演：朱延平、何平、鄧安寧
- 1998年《小鬼遇到兵》導演：朱延平
- 1998年《超級天兵之機車班長》（飾 曾能思）導演：金鰲勳
- 1999年《沙河悲歌》導演：張志勇
- 1999年《男生女生配》導演：朱延平
- 2000年《運轉手之戀》導演：陳以文
- 2003年《猴死囝仔》（飾 豬哥爸）導演：朱延平
- 2003年《超級模範生》導演：朱延平
- 2003年《野蠻小子》導演：朱延平
- 2003年《向左走·向右走》導演：杜琪峰、韋家輝
- 2004年《戀愛大贏家》導演：朱延平
- 2004年《人不是我殺的》導演：朱延平
- 2004年《飛躍情海》導演：王毓雅
- 2004年《來去少林》導演：朱延平
- 2004年《猴死囝仔2：那年暑假》導演：朱延平
- 2005年《一石二鳥》導演：朱延平
- 2005年《狼》導演：林合隆
- 2005年《小鬼夏令營》導演：林萬掌
- 2006年《別愛陌生人》導演：李佑寧
- 2006年《天亮以後不分手》導演：林合隆
- 2007年《功夫灌籃》（飾 阿威）導演：朱延平
- 2010年《結婚狂想曲》導演：楊郎雙
- 2010年《大笑江湖》（飾 田扒光）導演：朱延平
- 2011年《蛋炒飯》（飾 香港郭老闆）導演：陳宇
- 2013年《英雄說話中》導演：朱延平
- 2024年《功夫乒乓》導演：趙明、張洪

### 戲劇
- 1991年《朋友好久不見》（飾 張立威）
- 1996年《劉伯溫傳奇》大枚認親（飾 大枚）
- 1997年《施公奇案》父子情深（飾 康康）
- 1997年《施公奇案》再世鴛鴦（飾 劉田旺）
- 1997年《台灣靈異事件》八家將（飾 邱啟成）
- 1998年《土地公傳奇》狐仙奇緣（飾 江步樓）
- 1998年《醜女大翻身》（飾 學生）
- 1999年《台灣靈異事件》鍾馗會說話（飾 阿呆）
- 1999年《台灣怪談》六合鬼牌（飾 胖子）
- 2000年《神仙動員令》（飾 馬麗安、王貳六）
- 2001年《麻辣鮮師》（飾 金八）
- 2001年《侠女闖天關》（飾 無極大師兄）
- 2001年《笑傲江湖》（飾 桃花仙）
- 2002年《台灣夜百合》城市女郎
- 2002年《好小子哈利》（飾 胖東）
- 2002年《愛上總經理》（飾 阿標）
- 2005年《邊城小子》（飾 黑狗熊）
- 2006年《刁蠻公主》（飾 萬人敵）
- 2007年《轉角遇到愛》（飾 阿達）
- 2008年《精武陳真》（飾 長谷川）
- 2008年《再上虎山行》（飾 嚴森）
- 2009年《本地媳婦在地郎》（飾 姐夫）
- 2009年《女人不壞》（飾 季光榮）
- 2010年《船來船往》（飾 蔡金龍）
- 2016年《戀愛真美》（飾 鍾叔）
- 2016年《我的奇妙男友》（飾 田爸）
- 2017年《可惜不是你》（飾 葉爸）
- 2018年《斗香》（飾 朱窩囊）
- 2019年《天下無詐》（飾 陳松勇）
- 2019年《我的奇妙男友2之戀戀不忘》（飾 老田）（網路劇）
- 2023年《香港人在北京》（飾 石父）
- 2025年《獅城山海》（飾 劉福荣(荣哥)）（網路短劇）

### 動畫電影配音
- 《花木蘭》（1998）
- 《花木蘭2》（2005）
- 《泰山》

### 廣告
- 德生蜜嬰兒羊奶粉 （1998）
- 警察抓偷渡客篇 （2006）

### MV演出
- 任賢齊〈永遠永遠永遠的永夜〉

### 舞臺劇
- 《小象阿威》（飾 阿威）

## 外部連結
- 張立威的新浪微博
- 張立威在互联网电影资料库（IMDb）上的資料（英文）
- 張立威在香港影庫上的簡介
- 張立威在豆瓣上的资料（简体中文）
- 張立威在时光网上的簡介（简体中文）